# Hermann von Arnim
Heinrich Hermann Freiherr von Arnim (* 6. Juni 1802 in Milmersdorf; † 3. Mai 1875 ebenda) war ein deutscher Rittergutsbesitzer, Verwaltungsbeamter und Parlamentarier.

## Herkunft
Seine Eltern waren August Abraham von Arnim (* 6. April 1753: † 2. Februar 1809) und dessen Ehefrau Magdalena Eleonore Margarete Louise von Holstein (* 24. Juli 1778; † 19. Dezember 1849).

## Leben
Hermann von Arnim studierte an der Ruprecht-Karls-Universität Heidelberg. 1822 wurde er Mitglied des Corps Saxo-Borussia Heidelberg. Er wurde Besitzer des Ritterguts Milmersdorf und Kreisdeputierter des Kreises Templin, dessen Landrat er 1867 vertretungsweise war.
Von 1866 bis 1870 saß Arnim für den Wahlkreis Regierungsbezirk Potsdam 2 (Ruppin, Templin) als Angehöriger der konservativen Fraktion über zwei Legislaturperioden im Preußischen Abgeordnetenhaus.

## Familie
Er heiratete am 17. April 1827 Eva Franziska Auguste von Schmalensee (* 13. Juli 1808; † 29. April 1837), die einzige Tochter des preußischen Generalmajors Ludwig Dietrich Karl von Schmalensee. Das Paar hatte mehrere Kinder:
- Helene Luise Johanna Natalie (* 13. März 1828; † 1908) ⚭ Alexander von Salviati (* 9. Februar 1827; † 22. Februar 1881), preußischer Generalleutnant
- Rudolf Hermann (* 12. Mai 1829)
- Agnes Marie Adelheid Auguste (1831–1835)
- Hermann Richard (* 26. Januar 1833; † 17. September 1898), Oberregierungsrat ⚭ Wilhelmine Auguste Therese Helene von Arnim (* 19. März 1836)
- Auguste Adelheid Johanna (* 18. Dezember 1836; † 30. Mai 1929) ⚭ 1857 Friedrich Wilhelm Georg Ferdinand von Arnim (* 16. Oktober 1832; † 24. August 1876), Eltern von Hans von Arnim
- August Ludwig Abraham (1840–1842)